# Шведский университет сельскохозяйственных наук
Шведский университет сельскохозяйственных наук или Шведский сельскохозяйственный институт (швед. Sveriges lantbruksuniversitet, (SLU)) — университет в Швеции. Хотя его центральный офис находится в Ултуна, Уппсала, университет имеет несколько кампусов в разных частях Швеции — в Алнарпе в муниципалитете Ломма, Скара и Умео. В отличие от других государственных университетов Швеции, он финансируется из бюджета министерства сельского хозяйства Швеции. Университет был соучредителем Евролиги наук о жизни, основанной в 2001 году.
В университете действуют четыре факультета: факультет ландшафтного планирования, растениеводства, сельскохозяйственных наук; факультет природных ресурсов и сельскохозяйственных наук; факультет ветеринарной медицины и зоологии и факультет лесоводства. В 2012 году в университете было 3080 штатных сотрудников, 3985 студентов дневного отделения, 714 студентов-исследователей и 241 профессор.

## История
Университет был основан в 1977 году, путём объединения трёх существовавших по отдельности колледжей ветеринарной медицины, лесоводства и сельского хозяйства, а также нескольких более мелких подразделений в одну организацию с целью повышения эффективности распределения ресурсов между отделами. В то же время Ветеринарный и Лесной колледжи были переведены из Стокгольма в Ултуна, где уже был расположен центральный кампус Сельскохозяйственного колледжа. Места, использовавшиеся двумя перемещёнными колледжами, сейчас используются Стокгольмским университетом.
Как отдельные учреждения, эти колледжи имели долгую историю. Ветеринарное учреждение в Скара было основано в 1775 году Питером Эрнквистом, учеником Карла Линнея и Клода Буржела, основавшего в 1762 году первый ветеринарный колледж в Лионе. В 1821 году в новом ветеринарном учреждении в Стокгольме стали обучаться ветеринары из Скара. Институт лесоводства был основан в Стокгольме в 1828 году с целью дать высшее образование выпускникам практических лесных школ, и был преобразован в колледж в 1915 году. Сельскохозяйственный институт был основан в Ултуне в 1848 и в Алнарпе в 1862 году под руководством Королевской шведской академии лесного и сельского хозяйства, основанной в 1813 году.

## Известные выпускники
- Профессор Анна Тибаиджука — министр земель, жилищного строительства и обустройства поселений Танзании и бывший исполнительный директор Программы ООН по населённым пунктам.